# Préaux (Seine-et-Marne)
Pour les articles homonymes, voir Préaux.
Préaux est une ancienne commune de Seine-et-Marne, qui fusionna avec la commune de Lorrez-le-Bocage en 1973, pour former la commune de Lorrez-le-Bocage-Préaux, et qui est, depuis lors, commune associée de cette dernière.

## Toponymie
Le nom de la localité est mentionné sous les formes Apud Perellos en 1169 ; Priaus en 1198 ; Perreaulx de lez Lorez le Boscage en 1384 ; Perriaux en Gastinois près de Lorris le Boccage en 1396.
Le toponyme est issu de l'ancien français préau, « petit pré ».

## Histoire
Le 1er janvier 1973, la commune de Préaux est rattachée sous le régime de la fusion-association à celle de Lorrez-le-Bocage qui devient Lorrez-le-Bocage-Préaux.

## Politique et administration
| Période                                  | Période  | Identité            | Étiquette | Qualité     |
| ---------------------------------------- | -------- | ------------------- | --------- | ----------- |
|                                          | En cours | Jean-Michel THIERRY |           | agriculteur |
| Les données manquantes sont à compléter. |          |                     |           |             |

## Démographie
| 1911 | 1921 | 1926 | 1931 | 1936 | 1946 | 1954 | 1962 | 1968 |
| ---- | ---- | ---- | ---- | ---- | ---- | ---- | ---- | ---- |
| 162  | 133  | 132  | 140  | 142  | 142  | 113  | 99   | 91   |